# Тілтонсвілл (Огайо)
Тілтонсвілл (англ. Tiltonsville) — селище (англ. village) в США, в окрузі Джефферсон штату Огайо. Населення — 1259 осіб (2020).

## Географія
Тілтонсвілл розташований за координатами 40°10′20″ пн. ш. 80°41′52″ зх. д. / 40.17222° пн. ш. 80.69778° зх. д. (40.172092, -80.697766).  За даними Бюро перепису населення США в 2010 році селище мало площу 1,44 км², з яких 1,36 км² — суходіл та 0,08 км² — водойми.

## Демографія
Згідно з переписом 2010 року, у селищі мешкали 1372 особи в 605 домогосподарствах у складі 365 родин. Густота населення становила 952 особи/км².  Було 685 помешкань (475/км²).
Расовий склад населення:
| - 97,6 % — білих - 0,6 % — чорних або афроамериканців - 0,1 % — вихідців з тихоокеанських островів - 0,1 % — корінних американців - 0,1 % — азіатів |

До двох чи більше рас належало 1,4 %. Частка іспаномовних становила 0,7 % від усіх жителів.
За віковим діапазоном населення розподілялося таким чином: 18,4 % — особи молодші 18 років, 62,5 % — особи у віці 18—64 років, 19,1 % — особи у віці 65 років та старші. Медіана віку мешканця становила 44,3 року. На 100 осіб жіночої статі у селищі припадало 85,9 чоловіків;  на 100 жінок у віці від 18 років та старших — 86,0 чоловіків також старших 18 років.
Середній дохід на одне домашнє господарство  становив 47 059 доларів США (медіана — 33 750), а середній дохід на одну сім'ю — 56 030 доларів (медіана — 51 875). Медіана доходів становила 40 800 доларів для чоловіків та 27 105 доларів для жінок. За межею бідності перебувало 18,2 % осіб, у тому числі 29,2 % дітей у віці до 18 років та 9,0 % осіб у віці 65 років та старших.
Цивільне працевлаштоване населення становило 580 осіб. Основні галузі зайнятості: освіта, охорона здоров'я та соціальна допомога — 27,1 %, роздрібна торгівля — 14,7 %, мистецтво, розваги та відпочинок — 12,8 %.